# Muori lentamente... te la godi di più
Muori lentamente... te la godi di più (Mister Dynamit - morgen küßt Euch der Tod) è un film del 1967 diretto da Franz Josef Gottlieb.
Pellicola thriller prodotta da 4 paesi: Spagna, Germania Ovest, Austria e Italia.

## Trama
Baretti, operatore finanziario italiano, introverso e megalomane che vive in Spagna, mette in atto un audacissimo piano per farsi consegnare dagli americani un'enorme somma di denaro. In caso contrario farà esplodere una bomba atomica che ha finto di rubare. Il servizio segreto cade nel tranello e invia un agente, che riuscirà a far naufragare il piano.

## Distribuzione

### Date di uscita
- Italia: 11 agosto 1967
- Germania: 18 agosto 1967
- Francia: 6 dicembre 1967
- Finlandia: 31 maggio 1968
- Spagna: 3 agosto 1970